# Йиглавка
Йиглавка (чеш. Jihlávka) — река в Чехии, протекает по территории края Высочина. Длина реки составляет 26 км. Площадь водосборного бассейна — 106,5 км².
Река начинается в берёзовом лесу к югу от деревни Отин на высоте 643 метра над уровнем моря. Течёт сначала на восток, затем поворачивает на север. Протекает через городок Стонаржов, деревни Простршедковице, Суха, Берановец, Виланец, Чижов, Ранчиржов по открытой местности с фрагментарными перелесками. Впадает в Йиглаву справа в 137 километрах от её устья на территории города Йиглава на высоте около 470 метров.
В верховьях, выше Стонарова, на реке создано пять прудов. Ещё один пруд, носящий название Стара-Пловарна, лежит в её низовьях.

## Притоки
Объекты перечислены по порядку от устья к истоку.
- 2 км: Кожелужский[1] (лв)
- 9 км: Округлик[1] (лв)
- 9 км: Чижовский[1] (пр)
- 11 км: Росицкий[1] (пр)
- 11 км: Попицкий[1] (лв)
- 14 км: Лоучский[1] (лв)
- 16 км: Ловецкий[1] (лв)
- 16 км: Соколичский[1] (пр)
- 21 км: Фарский[1] (лв)
- 21 км: Отинский[1] (лв)